# Everniastrum
Everniastrum is een geslacht van korstmossen dat behoort tot de orde Lecanorales van de ascomyceten.

## Soorten
Volgens Index Fungorum telt het geslacht vijf soorten (peildatum december 2021):
| Soortnaam               | Auteur(s)              | Publicatiejaar |
| ----------------------- | ---------------------- | -------------- |
| Everniastrum fragile    | Sipman                 | 1980           |
| Everniastrum imitatum   | (Hale & M. Wirth) Hale | 1976           |
| Everniastrum moreliense | (B. de Lesd.) Hale     | 1976           |
| Everniastrum paramense  | Hale & López-Fig.      | 1979           |
| Everniastrum planum     | Sipman                 | 1986           |